# Tuida Cove
Die Tuida Cove (englisch; bulgarisch залив Туида saliw Tuida) ist eine 4,13 km breite und 1,56 km lange Bucht an der Südostküste von Nelson Island im Archipel der Südlichen Shetlandinseln. Sie liegt östlich des Ivan Alexander Point sowie westlich des Slavotin Point und entstand infolge des Gletscherrückzugs auf der Insel zum Ende des 20. und zu Beginn des 21. Jahrhunderts.
Die bulgarische Kommission für Antarktische Geographische Namen benannte sie 2012 nach der mittelalterlichen Festung Tuida im Südosten Bulgariens.